# (1658) Innes
(1658) Innes est un astéroïde de la ceinture principale

## Description
(1658) Innes est un astéroïde de la ceinture principale. Il fut découvert le 13 juillet 1953 à Johannesbourg par Jacobus A. Bruwer. Il présente une orbite caractérisée par un demi-grand axe de 2,56 UA, une excentricité de 0,18 et une inclinaison de 9,1° par rapport à l'écliptique.

## Compléments